# King of Man
King of Man è il secondo album da solista del cantante svedese Jay Smith, pubblicato l'11 dicembre 2013 dalla Gain Music Entertainment.

## Tracce
1. The Blues – 3:51
2. Women – 3:59
3. Keeps Me Alive – 3:08
4. King of Man – 4:56
5. Cowboys From Hell – 7:08
6. Sanctuary – 4:08
7. Keep Your Troubles at Bay – 3:41
8. Ode to Death (Little Sister) – 3:51
9. Tramp of Love – 3:45
10. Evil I Might Be – 2:59
11. Worries Won't Bring It Back – 4:27
12. Sanctuary Revisited – 5:30